# Загальнонаціональний науково-освітній інтерактивний енциклопедичний портал Росії
Загальнонаціональний науково-освітній інтерактивний енциклопедичний портал Росії – інтернет-ресурс, що планується створити відповідно до розпорядження уряду РФ від 25 серпня 2016 року як альтернативу Вікіпедії на базі Великої російської енциклопедії (ВРЕ) з залученням інших російських наукових енциклопедій.

## Історія
20 грудня 2017 року голова науково-редакційної ради Ю. С. Осипов повідомив Президенту Росії В. В. Путіну, що ведеться робота над загальноосвітнім національним енциклопедичним порталом «Росія - територія знань», який буде включати енциклопедичні статті з Великої російської енциклопедії, а також з російських галузевих енциклопедій. Крім того, за його словами, на порталі агрегуватиметься інформація з музеїв, інститутів і університетів.
2 липня 2019 року Мінкомзв'язку РФ опублікований проект Постанови Уряду РФ, який передбачає затвердження правил виділення субсидій з федерального бюджету видавництву «Велика російська енциклопедія» на створення і функціонування загальнонаціонального інтерактивного енциклопедичного порталу. З документа випливає, що перші «функціональні підсистеми Порталу» будуть введені «в промислову експлуатацію» в 2020 році. Реалізація проекту розпочалася 1 липня 2019 року і завершення планується станом на 1 квітня 2022 года. На субсидію з федерального бюджету Росії на 2019 рік було виділено 302 213,8 тис. рублів державної програми РФ «Інформаційне суспільство». Заплановано виділення 684 466 600 рублів з федерального бюджету на 2020 рік, 833 529 700 руб. на 2021 рік та 169 094 300 руб. на 2022 год. Загальний обсяг передбачуваного фінансування складе 1 989 304 400 рублів.
21 листопада 2019 року відповідальний редактор наукового видавництва «Велика російська енциклопедія» С. Л. Кравець повідомив, що над проектом працюватимуть 270 чоловік. 26 листопада 2019 року Дмитро Медведєв підписав Розпорядження Уряду РФ про створення «загальнонаціонального інтерактивного енциклопедичного порталу» і про заснування Урядом автономної некомерційної організації «Національний науково-освітній центр "Велика російська енциклопедія"», яка буде виконувати функції проектного офісу порталу. Планується, що крім енциклопедії на порталі будуть додатково представлені знання у вигляді електронних книг з Національної електронної бібліотеки, архівні дані, музейні і театральні колекції, а також різні наукові дані з університетів та академічних інститутів. Крім того, творці порталу планують створити «масові тематичні майданчики для експертів», де «експертами» будуть вважатися ті, хто підтвердить свою компетентність в тій чи іншій області дипломом про освіту і своїми публікаціями. За написання статей/рецензій експерти будуть отримувати гонорар. Тестовий варіант порталу планується запустити навесні 2022 року.

## В. Путін про портал
5 листопада 2019 року на засіданні Ради з російської мови Президент Росії В. В. Путін заявив: 
«З приводу" Вікіпедії "... краще замінити її новою Великою російською енциклопедією в електронному вигляді. Це буде, в усякому разі, достовірна інформація в хорошій, сучасної, до речі кажучи, формі запропонована». 
Це висловлювання викликало великий резонанс в ЗМІ, в результаті чого, прес-секретар Президента РФ Д. Пєсков змушений був уточнити слова Путіна: 
«При всій повазі, все-таки інформація, опублікована в "Вікіпеді" ніким не гарантується. Ніким не гарантується її правильність і достовірність. І президент якраз говорив про те, що треба зробити доступним гарантоване, з точки зору достовірності, джерело енциклопедичних знань».

## Критика
Саме існування порталу багатьох критиків і лідерів громадських думок не бентежить. Але, багато з них обурені саме словами президента РФ про «заміну Вікіпедії», що передбачає блокування найпопулярнішої у світі онлайн-енциклопедії на території Росії.
Керівник управління маркетингових комунікацій ВРЕ Анна Сініцина заявила: «В умовах лавиноподібного зростання різного роду фальсифікацій і фейковий повідомлень, що генеруються деякими ЗМІ та приватними користувачами мережі, особливо актуальною нам бачиться завдання створення і поповнення бази безпечної інформації». Незважаючи на це, багато істориків повідомляють, що за своєю суттю Велика російська енциклопедія є радянською енциклопедією з історії, яка часто містить фальсифіковані наукові, історичні, статистичні і демографічні дані. Подібну думку відстоюють й інші експерти, акцентуючи на пропагандистському характері цього ресурсу.
В кінці 2019 року в Уфі відповідальний редактор видавництва ВРЕ Сергій Кравець заявив, що вартість проекту оцінюють приблизно в 1,7 млрд. Критики вважають, що це витрачені гроші на вітер, адже конкурувати з всесвітньою «Вікіпедією» новий ресурс не зможе.
Також, критики заявляють: Оскільки Вікіпедію може редагувати практично будь-який бажаючий, вона може мати певні неточності. Разом з тим, через багаточисельну армію редакторів, різні помилки або перекручування фактів дуже швидко усуваються. Що стосується російського аналога, то в ньому теж багато неточностей та помилок. Різниця в тому, що помилки у Вікіпедії не генеруються нею, вони випадкові, а помилки у ВРЕ - умисно спрямовані на формування такого світогляду читача, яким його хоче бачити автор.